# Zerebrale Vaskulitis
Bei den zerebralen Vaskulitiden handelt es sich um sehr seltene immunologisch bedingte Entzündungen der Gefäßwände im Gehirn und seltener im Rückenmark. Die Symptome sind je nach Lokalisation und Art des Befalls unterschiedlich und reichen von Kopfschmerzen bis zu Schlaganfällen. Bei manchen Vaskulitiden kommt es auch zu nicht-neurologischen Symptomen wie Gelenkschmerz, Abgeschlagenheit oder Fieber. Die zerebrale Vaskulitis kann sich als primäre Angiitis des ZNS (Zentralnervensystems) oder als sekundäre Entzündung der Gefäßwände im ZNS bei einer systemischen, also den ganzen Körper betreffenden, Vaskulitis manifestieren. Die zerebralen Vaskulitiden gehören zu den Autoimmunentzündungen.

## Ursachen
Bei der primären Angiitis des ZNS (häufig nach dem englischen primary angiitis of the CNS PACNS abgekürzt) ist die Ursache unklar. Man weiß aus histologischen Untersuchungen, dass die Gefäßwände kleiner und mittlerer Arterien sich granulomatös in einer gegen den eigenen Körper gerichteten Aktion des Immunsystems entzünden. Was die Entzündung auslöst, ist unbekannt.
Andererseits kann eine systemische Vaskulitis oder eine Infektionserkrankung eine Mitbeteiligung des Gehirns und damit eine sekundäre zerebrale Vaskulitis verursachen. Zu den möglichen Erkrankungen gehören:
- Riesenzellarteriitis
- Takayasu-Arteriitis
- Polyarteriitis nodosa
- Kawasaki-Syndrom
- Granulomatose mit Polyangiitis
- mikroskopische Polyangiitis
- eosinophile Granuomatose mit Polyangiitis
- kryoglobulinämische Vaskulitis
- Behçet-Syndrom
- Kollagenosen
- postinfektiös bei Borreliose, Varizella-Zoster-Virus-Enzephalitis oder Zytomegalie-Virus-Infektion
- chronische Hepatitis
- HIV
- bei lymphoproliferativer Erkrankungen
- paraneoplastisch bei einer Krebs-Erkrankung

## Symptome und Diagnostik
Leitsymptome sind Kopfschmerzen, kognitive Störungen (Enzephalopathie), neurologische Ausfälle und Wesensänderungen sowie Schlaganfälle. Charakteristisch für systemische Vaskulitiden sind akute Entzündungszeichen und die Kombination mit peripher neurologischen Manifestationen (oft schmerzhafte Nervenentzündungen) sowie Manifestationen an anderen Organen (Gelenke, Haut, Augen, Nieren, Lunge, Herz). Fieber, Nachtschweiß und Gewichtsverlust (sog. B-Symptomatik) tritt bei einer primären Angiitis des ZNS selten auf. Bei jüngeren Patienten mit Schlaganfällen sollte nach einer Vaskulitis als mögliche Ursache gefahndet werden.
Die Symptome sind letztlich unspezifisch und somit benötigt es eine breite Diagnostik, um die Diagnose einer Vaskulitis zu sichern und die Vielzahl an möglichen Differenzialdiagnosen auszuschließen. Um die Vaskulitis definitiv zu diagnostizieren, bedarf es einer Biopsie, wo dann die Entzündung der Gefäßwände nachgewiesen werden kann. Die deutsche Gesellschaft für Neurologie vermutet, dass die Vaskulitis zu häufig und falsch diagnostiziert wird, weil keine Biopsie erfolgt, und empfiehlt daher diese invasive Maßnahme bei allen Patienten mit begründeten Verdacht auf eine primäre Angiitis des ZNS. Einen hohen Stellwert in der Diagnostik hat die konstrastmittel-gestützte Magnetresonanztomographie, wo sich eine Vielzahl von Veränderungen darstellen können, die jedoch nicht spezifisch für eine Vaskulitis sind, schwierig ist hierbei insbesondere die Abgrenzung vom reversiblen zerebralen Vasokonstriktionssyndrom. Weiter hilft eine Angiographie und die Analyse von Nervenwasser (Liquor cerebrospinalis), wo sich in 90 % der Fälle vermehrt Entzündungszellen findet. In Blutuntersuchungen finden sich bei einer primären Angiitis des ZNS typischerweise keine systemischen Entzündungsmarker, jedoch sind diese Untersuchungen zielführend zur Diagnostik einer systemischen Vaskulitis.

## Therapie
Die Therapie sollte erst nach eingegrenzter Diagnose erfolgen, da die bei einer primären Angiitis des ZNS notwendige immunsuppressive Therapie bei einer dann doch vorliegenden anderen Erkrankung zu schweren Komplikationen führen kann.
Therapeutisch wird je nach Ursache meist immunsuppressiv mit Kortikosteroiden und anderen Immunsuppressiva (Cyclophosphamid, Rituximab) behandelt. Zu Beginn steht typischerweise eine Hochdosisgabe von Methylprednisolon, was dann langsam über Monate ausgeschlichen wird. Bei einem Wiederaufflammen der Entzündung muss entsprechend die Dosis erhöht werden. Auch kann bei entsprechender tumorartiger Läsion ein neurochirurgischer Eingriff erforderlich sein. Gegen das erhöhte Schlaganfallrisiko wird eine Thrombozytenaggregationshemmung wie ASS gegeben.
Bei zwei Drittel der Patienten kann eine weitgehende Stabilisierung (Remission) und bei 80 % der Patienten ist ein positives Ergebnis nach zwei Jahren zu verzeichnen.